# Kokia lanceolata
Kokia lanceolata (englischer Name: Wailupe Valley treecotton) ist eine ausgestorbene Pflanzenart aus der Familie der Malvengewächse (Malvaceae). Sie gehörte zur kleinen Gattung Kokia, die aus nur vier Arten besteht.
Diese Pflanzenart wurde erstmals 1888 von Wilhelm Hillebrand gesammelt. 1912 wurde sie von Frederick Lewis Lewton wissenschaftlich beschrieben.

## Beschreibung
Kokia lanceolata war ein kleiner Baum, dessen exakte Wuchshöhe unbekannt ist. Die Laubblätter waren 8 bis 12,5 Zentimeter breit und siebenfach gelappt. An der Unterseite zeigten die Blätter nahe der Blattbasis eine Behaarung in den Nervenachseln.
Die Stiele der Einzelblüten (Pedikel) waren 3,5 bis 5 Zentimeter lang. Das schmal verkehrtlanzettliche Involucrum war 30 bis 38 Millimeter lang und 8 bis 13 Millimeter breit. Die Hüllblätter waren glatt oder zur Basis hin behaart. Die Blüten sahen Hibiskus-Blüten (Hibiscus) ähnlich. Der Kelch war 1,5 bis 2 Zentimeter lang, glatt und unregelmäßig eingeschnitten; im Gegensatz zu Hibiscus-Arten zeigten sie eine wellenförmige Form. Die roten Kronblätter und die Columna waren ungefähr 10 Zentimeter lang. Die Blüten produzierten viel Nektar. Aufgrund des Blütenbaus ist anzunehmen, dass die Art durch Vögel bestäubt wurde (Vogelblume). Frucht und Samen dieser Pflanzenart sind nicht bekannt.

## Vorkommen
Kokia lanceolata war endemisch in den trockenen Wälder im Südosten der hawaiischen Insel Oʻahu. Ihr Vorkommen war auf die Hügel Makaku und Koko Head sowie das Wailupe Valley beschränkt.

## Aussterben
Kokia lanceolata starb wahrscheinlich Ende des 19. Jahrhunderts oder zu Beginn des 20. Jahrhunderts aus. Die Gründe waren vermutlich Überweidung durch Rinder, Urbanisierung und invasive Pflanzen. Trotz intensiver Suchen wurden keine Pflanzen dieser Art mehr nachgewiesen.